# Armando Cantú Medina
Armando Cantú Medina (* 1930) ist ein ehemaliger mexikanischer Botschafter.

## Leben
Armando Cantú Medina trat 1956 in den auswärtigen Dienst und war 1973 in London akkreditiert, wo er in den Royal Victorian Order aufgenommen wurde.
1990 wurde er zum Generalkonsul in Rio de Janeiro ernannt.
| Vorgänger                             | Amt                                                                        | Nachfolger                     |
| ------------------------------------- | -------------------------------------------------------------------------- | ------------------------------ |
| Vicente Veloz González                | Mexikanischer Botschafter in Bukarest 14. Juni 1974 bis 31. Oktober 1977   | Emilio Calderón Puig           |
| Arturo González Sánchez               | Mexikanischer Botschafter in Hanoi 4. September 1978 bis 1. Dezember 1980  | Plácido García Reynoso         |
| Eusebio Antonio de Icaza González     | Mexikanischer Botschafter in Kairo 7. September 1983 bis 18. November 1983 | Jorge Palacios Treviño         |
| José Joaquín Bernal y García Pimentel | Mexikanischer Botschafter in Manila 14. Februar 1984 bis 1. Oktober 1988   | José Héctor Ibarra Morales     |
| José Joaquín Bernal y García Pimentel | Mexikanischer Botschafter in Thailand 18. April 1986 bis Oktober 1988      | Enrique René Michel Santibáñez |